# Christian Décamps
Christian Décamps (Héricourt, Haute-Saône, 11 augustus 1946) is een Frans zanger, performer en (tekst)schrijver.
De eerste vermelding van zijn bewegingen op het muzikale vlak kwam in 1969 toen hij samen met zijn broer Francis Décamps de muziekgroep Ange oprichtte. Het eerste concert vond plaats op 31 januari 1970 en in Frankrijk had men veel succes. Het waren de tijden van de symfonische rock. Men scoorde vooral in eigen land, België en Zwitserland succes. Er kwamen wel concurrenten als Atoll en Pulsar maar die verdwenen alle relatief snel. Ange trad ook een aantal keren in Engeland op, maar Frankrijk bleef het voornaamste werkterrein. In 1974 brak Décamps middenvoetsbeentjes en kon hij gedurende zes maanden niet optreden. Na deze periode ging Ange echter op dezelfde voet verder. Men bouwde een vaste schare fans op, door onder meer continu op te treden en bijna elk jaar met een muziekalbum te komen.
In de jaren 90 kwam de band vast te zitten; er ontstaan meningsverschillen tussen de twee broers. Francis ging nog een tijdje verder met Ange. Christian begon een loopbaan als solo-artiest, waarin hij bijgestaan werd door zoon Tristan. De muziek bleef een mengeling van progressieve rock, theater, en folk, sommige verhalen/teksten kwamen uit de streek van Héricourt. De muziekgroep kreeg de naam Christian Décamps et Fils. Na een aantal albums bleek dat Ange inmiddels was doodgebloed en de naam was kennelijk vrij. Christian startte met zijn "troep" Ange weer op; in 1999 vormde de band Christian Décamps et Fils de basis voor Ange. Nummers als Quasimodo uit de solotijd werden succesnummers van Ange. De band sprak zelf van de tweede generatie Ange vanaf het eerste album van Christian Décamps.
Van Ange is er ooit een Engelstalig album verschenen, maar een succes werd het niet. Alle andere albums zijn Franstalig; een breuk daarmee stond verbreiding van de muziek kennelijk in de weg. Christian Décamps leek er vooralsnog niet mee te zitten; Ange was in 2010 aan het 40e album toe en er was ook weer solowerk. Christians broer Francis startte in 2007 een nieuwe band, Gens de la lune.
De Fransman heeft niets op uiterlijkheden; hij ziet er soms als een zwerver uit, met groezelige baard.

## Discografie
- 1979: Le Mal d'Adam
- Poèmes de la noiseraie (fanclubeditie)
- 1990: Juste une ligne bleue
- 1994: Nu
- 1995: Vesoul
- 1997: 3ème Étoile à gauche
- 2003: Murmures
- 2009: Psychédélice